# Dolors Ros
Maria Dolors Ros i Frigola (Serra de Daró, 1947) és una ceramista i directora de l'Escola de Ceràmica de la Bisbal d'Empordà reconeguda pel seu talent i la seva dedicació a la promoció de l'art ceràmic a Catalunya i més enllà.

## Biografia
Va estudiar Arts Aplicades a l'Escola Massana de Barcelona, i es va especialitzar en Ceràmica l'any 1972, Ros va iniciar una carrera prolífica que està deixant un llegat significatiu en el món de l'art i l'educació.
Des de l'inici de la seva carrera, Ros ha estat un referent en l'ensenyament de la ceràmica, desenvolupant el seu propi estil pedagògic i organitzant una àmplia gamma de cursos i tallers al llarg dels anys. La seva passió per la transmissió del coneixement l'ha portat a col·laborar amb diverses institucions educatives a Espanya i fins i tot en centres de formació a països de Centreamèrica.
Un dels seus majors èxits va ser la inauguració el 1972, de l'Escola de Ceràmica de La Bisbal. Des de llavors, ha dirigit aquest centre especialitzat en Arts Aplicades, treballant incansablement per elevar els estàndards de l'ensenyament de la ceràmica i fomentant la seva difusió a través de diverses entitats públiques i privades.
El seu compromís amb l'excel·lència educativa va culminar amb l'obtenció d'un Màster europeu en escultura ceràmica. A més, ha promogut i creat un viver d'empreses artesanals ceràmiques i una biblioteca equipada tecnologies modernes a Forallac, prop de la Bisbal d'Empordà, un municipi reconegut per la seva activitat ceramista i on està situada l'Escola Ceràmica de la Bisbal, on n'és la directora.
El llegat de Dolors Ros no només es limita a la seva producció artística, sinó que també és un testimoni viu del seu compromís amb la preservació i la promoció de la rica tradició ceràmica catalana, així com de la innovació i l'excel·lència en l'ensenyament de les arts aplicades.